# Йыеяэр, Герт
Герт Йыеяэр (эст. Gert Jõeäär, род. 9 июля 1987 в Таллине, Эстонская ССР) — эстонский профессиональный шоссейный велогонщик. Победитель и призёр чемпионатов Эстонии в различных дисциплинах.

## Победы
| 2008 - Чемпион Эстонии до 23 лет в индивидуальной гонке на время 2012 - Чемпионат Эстонии в групповой гонке — 2-е место 2013 - Тур Эстонии — этап 1b и генеральная классификация - Чемпионат Эстонии в индивидуальной гонке на время — 3-е место | 2014 - Три дня Западной Фландрии — пролог и генеральная классификация - Чемпион Эстонии в индивидуальной гонке на время 2015 - Чемпионат Эстонии - Чемпион в групповой гонке - Чемпион в индивидуальной гонке на время |